# Exocentrus albosuturalis
Exocentrus albosuturalis es una especie de escarabajo longicornio perteneciente al género Exocentrus, categorizada en la tribu Exocentrini, de la subfamilia Lamiinae.
Mide 4 mm de longitud. El período de vuelo para ejemplares adultos se presenta en noviembre.

## Taxonomía
Se atribuye su descripción al entomólogo de origen austríaco Stephan von Breuning, quien la citó por primera vez en 1961. La especie aparece registrada en la sección Nouvelles formes de Lamiaires (Treizième partie) del Bulletin de l’Institut Royal des Sciences Naturelles de Belgique, 37 (20): 1–44, f. 4, publicada por Breuning Stephan en 1961.

## Distribución
Se distribuye por Oceanía, específicamente en Australia, siendo reportada en el estado de Queensland.